# Nadéjdino (Sakhalín)
|  | Per a altres significats, vegeu «Nadéjdino». |

Nadéjdino (en rus: Надеждино) és un poble de l'óblast de Sakhalín, a l'Extrem Orient de Rússia, que el 2013 tenia 7 habitants. Pertany al districte d'Uglegorsk.